# Tashi
A Tashi ausztrál televíziós 3D-s számítógépes animációs sorozat, amelynek a rendezői Marc Wasik és Noel Cleary, a producerei Jim Ballantine, Tracy Lenon, Chris Rose és Barbara Stephen voltak. A sorozat gyártója a Flying Bark Productions, forgalmazója a Seven Network. Ausztráliában az előbb említett tévéadó vetíti, Magyarországon 2016 augusztusa óta az M2 sugározza.

## Ismertető
A sorozat egy nem mindennapi barátságot mutat ki: Tashi és Jack ugyanis nem azonos világból származnak (noha mindketten emberek). Tashi fantasztikus meselényekkel ápol baráti kapcsolatot apró, távoli falujában. A két jó barát rendkívül izgalmas kalandokat él át a mesehősök társaságában.

## Epizódok
| #   | Magyar cím                      | Eredeti cím                                  | Magyar premier       |
| --- | ------------------------------- | -------------------------------------------- | -------------------- |
| 1.  | Tashi és az arany állkapocs     | The Golden Jawbone                           | 2016. szeptember 20. |
| 2.  | Tashi és az ogre játékok        | The Ogre Games                               | 2016. szeptember 20. |
| 3.  | Mártás mese                     | A Saucy Tale                                 | 2016. szeptember 21. |
| 4.  | Tashi és a dzsinn               | Tashi and the Genie                          | 2016. szeptember 21. |
| 5.  | Tashi és a sárkányfog           | The Dragon Tooth                             | 2016. szeptember 22. |
| 6.  | Tashi és a csali tintahal       | Tashi: Squid Ink                             | 2016. szeptember 22. |
| 7.  | Tashi és a majomhercegnő csókja | Tashi and the Curse of the Monkey's Kiss     | 2016. szeptember 23. |
| 8.  | Nagy baj a kis faluban          | Big Trouble in Tiny Town                     | 2016. szeptember 23. |
| 9.  | Tashi és a banditák             | Tashi and the Bandits                        | 2016. szeptember 26. |
| 10. | Tashi és a Jeti                 | Tashi and the Yeti                           | 2016. szeptember 26. |
| 11. | Tashi és a testrablók támadása  | Tashi and the Invasion of the Buddy Snatcher | 2016. szeptember 27. |
| 12. | Tashi és a farkas               | A Wolf's Tale                                | 2016. szeptember 27. |
| 13. | Tashi és a gólem                | Tashi and the Golem                          | 2016. szeptember 28. |
| 14. | Tashi és a kalózok kincse       | Tashi and the Deep Blue Sea                  | 2016. szeptember 28. |
| 15. | Tashi és a légsellők            | Tashi and the Airmaids                       | 2016. szeptember 29. |
| 16. | Tashi és a fehér tigrisek hegye | Tashi and the Mountain of White Tigers       | 2016. szeptember 29. |
| 17. | Tashi és a kékszakállú aranya   | Tashi and Bluebeard's Gold                   | 2016. szeptember 30. |
| 18. | Tashi és az éjféli lajhár       | Tashi and the Midnight Sloth                 | 2016. szeptember 30. |
| 19. | Tashi és a varázsbab            | Tashi and the Beanstalk                      |                      |
| 20. | A nagy szám                     | Big Top Tashi                                |                      |
| 21. | Tashi és a mini hadúr           | Tashi and the Tiny Tyrant                    |                      |
| 22. | Tashi és a jégkorszak           | Tashi and the Ice Age                        |                      |
| 23. | Tashi és az égi kalózok         | Tashi and the Sky Pirates                    |                      |
| 24. | Tashi és a nagy nevetés         | Tashi and the Big Scoop                      |                      |
| 25. | Tashi és a mély álom            | The Big Sleep                                |                      |
| 26. | Tashi és a varázsszőnyeg        | Tashi and the Magic Carpet                   |                      |
| 27. | Tashi és a táncoló cipők        | Tashi and the Dancing Shoes                  |                      |
| 28. | Tashi és a szellemvasút         | Tashi Goes Off the Rails                     |                      |
| 29. | Tashi, a pünkösdi király        | Tashi: The Four Kings                        |                      |
| 30. | Tashi és az űrszikla            | Tashi and the Space Rock                     |                      |
| 31. | Tashi és a mesék könyve         | Tashi and the Book of Tales                  |                      |
| 32. | Tashi és a nagy Pigarotti       | Tashi and the Great Pigarotti                |                      |
| 33. | Tashi és a dzsinn kívánsága     | Tashi and the Genie's Wish                   |                      |
| 34. | Tashi és a vulkán               | Tachi vs. The Volcano                        |                      |
| 35. | Tashi és a szörnykeverék        | Tashi and the Mixed Up Monsters              |                      |
| 36. | Tashi és a Bambula              | Tashi Gets Bamboozled                        |                      |
| 37. | Tashi és a végzet hala          | Tashi and the Fish of Destiny                |                      |
| 38. | Tashi és a nagy fehér tülök     | Tashi and the Great White Rumpus             |                      |
| 39. | Tashi és a skótdudás            | Tashi and the Pied Bagpiper                  |                      |
| 40. | Tashi és a manó éj              | Tashi: Sprite Night                          |                      |
| 41. | Tashi és a főnix                | Tashi and the Phoenix                        |                      |
| 42. | Tashi és a nagy szenzáció       | Tashi and the Big Chuckler                   |                      |
| 43. | Tashi és a szellemek            | Tashi and the Ghosts                         |                      |
| 44. | Tashi és vakrepülés             | Flying Blind                                 |                      |
| 45. | Tashi és a kívánságfa           | The Wishing Tree                             |                      |
| 46. | Tashi és a főnix repülése       | Tashi and the Flight of the Phoenix          |                      |
| 47. | Tashi és a múmorgók             | Attack of the Mummies!                       |                      |
| 48. | Tashi és egy rakás kívánság     | A Thousand Wishes                            |                      |
| 49. | Tashi és a kísértetház          | Tashi and the Haunted House                  |                      |
| 50. | Tashi nagyra nő                 | Tashi grows up                               |                      |
| 51. | Tashi és Jack                   | Tashi & Jack                                 |                      |
| 52. | Tashi és a boszorkány           | Tashi and the Witch                          |                      |

## Magyar változat[7]
A szinkront az MTVA megbízásából a(z) készítette.
Magyar szöveg: Meszéna Mariann
Szerkesztő: Horváth Ádám Márton
Hangmérnök: Árvay Zoltán
Vágó:
Gyártásvezető: Gémesi Krisztina
Szinkronrendező: Árvay Kiss Virág
Főcímdal: Posta Victor
Felolvasó: Endrédi Máté
Magyar hangok
- Baráth István – Tashi
- Galbenisz Tomasz – Báró
- Kassai Ilona – Nagyi
- Kokas Piroska – Óriásnő
- Markovics Tamás – Jack
- Tamási Nikolett – Lotus
- Vári Attila – Óriás

További magyar hangok: Halász Aranka, Kapácsy Miklós, Kassai Károly, Szokol Péter